# Шукаев, Михаил Илларионович
Михаил Илларионович Шукаев (1907, д. Гущин Колодезь, Орловская губерния — 1975, Москва) — партизанский командир Великой Отечественной войны, организатор и активный участник партизанского движения на временно оккупированной территории Украины и Чехословакии в 1941—1944 гг., полковник.

## Биография
Родился в крестьянской семье. Донского казачьего рода. В 1925—1929 гг. работал слесарем, затем — кочегаром на станции Дебальцево (Донбасс). В 1929—1931 гг. служил в дивизии особого назначения ОГПУ в Москве, здесь же окончил полковую школу.
Участник борьбы с повстанческим движением на Северном Кавказе. С 1932 г. по 1941 г. — на хозяйственной работе в Москве, учился на рабфаке, затем в Плехановском институте народного хозяйства.
В первых дней Великой Отечественной войны М. И. Шукаев — командир взвода и стрелковой роты на Западном фронте (июнь—август 1941 г.). После полученного ранения с сентября 1941 по январь 1942 находился на излечении в госпитале.
В январе—мае 1942 — на формировании в 555-м стрелковом полку, 127-й стрелковой дивизии. С мая по сентябрь 1942 служил командиром пулеметной роты, затем заместителем командира батальона на Воронежском фронте.
Получив ранение — на лечении в госпитале (сентябрь-октябрь 1942).
В ноябре 1942 — направлен в систему партизанского движения: командир роты спецшколы, начальник учебного пункта по подготовке партизанских кадров на Воронежском фронте; с июня 1943 — старший помощник начальника отделения кадров Представительства Украинского штаба партизанского движения (УШПД) при Военном совете Воронежского фронта.
После подготовки в Москве в начале июля 1943 года прибыл в Воронежскую область (г. Бобров). К этому времени здесь была создана оперативная группа во главе с капитаном Макаровым, в задачу которой входило создание партизанских отрядов и соединений в тылу врага.
27 августа 1943 по заданию Представительства УШПД при Военном совете Воронежского фронта, капитан М. И. Шукаев был десантирован с самолета и сформировал в районе Бильских лесов на Черниговщине из 55 бойцов пяти небольших отрядов на базе местного партизанского отряда «За Родину» 1-е Воронежское партизанское соединение, переименованное позже в партизанское соединение им. И. В. Сталина.
Боевая деятельность соединения началась с диверсионных операций в районе станции Нежин Черниговской области. В течение первых десяти дней, с 27 августа по 7 сентября 1943 года, партизаны подорвали 11 эшелонов противника, разрушили 4 железнодорожных и 2 шоссейных моста, уничтожили при этом около 770 вражеских солдат и офицеров.
К 1 сентября 1943 г. численность соединения за счёт местных партизан увеличилась до 200 бойцов.
7 сентября 1943 г., выполняя указания ЦК КП(б)У и УШПД, соединение М. И. Шукаева выступило в рейд из Черниговской области на Правобережную Украину, форсировав при этом реки Десна, Днепр, Припять, и вышло к 17 октября 1943 г. западнее Житомира в район Явенских лесов. Численность соединения достигла свыше к этому времени 1,4 тыс. бойцов.
Действуя в районе г. Новоград-Волынский и на железнодорожной магистрали Шепетовка—Ровно, партизаны М. И. Шукаева до 1 января 1944 г. подорвали 52 эшелона противника, разрушили 9 железнодорожных и шоссейных мостов.
В связи с общим наступлением войск Красной армии на территории Правобережной Украины перед соединением им. И. В. Сталина было поставлено новое, практически невыполнимое боевое задание — осуществить рейд из лесных районов Житомирской области на юг, в степные районы около г. Первомайска Николаевской области.
С 6 января по 22 марта 1944 отряды партизанского соединения М. И. Шукаева стремились пробиться через ближайший тыл группы армий «Юг» и контролируемую УПА местность в указанный оперативный район. На территории Каменец-Подольской области и в районе Тернополя партизаны провели 18 боев с немецкими охранными частями и 15 боев с отрядами УПА, но выполнить боевую задачу не сумели. С 25 по 30 марта 1944 соединение М. И. Шукаева предприняло попытку прорваться на запад, во Львовскую область, но на территории Тернопольщины партизаны вновь встретили упорное противодействие немцев и украинских националистов. Нехватка боеприпасов и наличие раненых бойцов заставили М. И. Шукаева 5 апреля 1944 отойти для соединения с войсками Красной армии и оставить в тылу противника только партизанский отряд им. А. Невского и 30 групп подрывников.
23 апреля 1944 г., выполняя очередное задание, около 900 бойцов партизанского соединения им. И. В. Сталина (позже Партизанская бригада им. И. В. Сталина) выступили в новый рейд в район Борислав-Дрогобыч. Преодолевая сопротивление немецких охранных частей и отрядов УПА, партизаны М. И. Шукаева, пройдя маршами по территории Тернопольской, Станиславской, Черновицкой и Дрогобычской областей, где к ним присоединились 2 роты словацких воинов, частично по гористой местности, 22 мая 1944 вышли в указанный район. Здесь в течение 1,5 месяца отряды соединения подорвали 21 эшелон противника, разрушили 6 железнодорожных и шоссейных мостов, организовали 16 засад, провели 9 боев с немцами и 2 боя с УПА.
В связи с приближением линии фронта 9 июля 1944 г. партизанское соединение им. И. В. Сталина получило от УШПД указание перейти для ведения боевых действий на территорию Чехословакии. С этой целью партизаны М. И. Шукаева осуществили рейд, протяженностью в 200 км, по территории Южной Польши, провели 11 боев с немцами и, подорвав 34 эшелона противника, вышли 25 августа 1944 на территорию Чехословакии.
За период с 26 августа по 20 октября 1944 г., действуя в районах словацких городов Прешов—Гуменне, соединение им. И. В. Сталина под командованием М. И. Шукаева, его заместителя Гладилина и комиссара Иванникова провело 18 боев и организовало 12 засад, подбив и уничтожив 110 автомашин и 25 мотоциклов противника. В дальнейшем партизаны вели боевые действия в районах Попрад—Тимовець, где в феврале 1945 встретились с частями советской армии.
За время своей боевой деятельности (27 августа 1943— 25 февраля 1945) партизанское соединение им. И. В. Сталина под командованием М. И. Шукаева провело 161 бой с гитлеровцами и украинскими националистами, организовало 92 засады на шоссейных дорогах, подорвало 194 эшелона противника, нанеся ему ощутимые потери в живой силе и технике. Партизаны М. И. Шукаева осуществили один из самых протяженных рейдов в истории партизанского движения, пройдя от Нежина до Праги 10 700 километров по тылам противника. Численность соединения превысила 3 500 бойцов.
В послевоенные годы М. И. Шукаев работал начальником управления в Министерстве морского флота СССР, окончил Саратовское военное училище МВД, служил в органах внутренних дел.
Умер в 1975 в Москве и похоронен на Преображенском кладбище.
Автор мемуаров «Дневник М. И. Шукаева» и «11000 километров по тылам врага» (Воронеж, 1966).

## Семья
Был женат на Вишняковой Антонине Александровне. В 1938 году 25 января родился сын Виктор. В 2004 году его не стало.
В Кировоградской области Украины проживает внучка Михаила Илларионовича — Шукаева Виктория Викторовна.

## Награды
- Орден Красного Знамени (трижды)
- Орден Богдана Хмельницкого I степени
- Орден Отечественной войны I степени
- Орден Отечественной войны II степени,
- Медаль «Партизану Отечественной войны» 1-й степени,
- Медаль «В память 800-летия Москвы»,
- медали СССР,
- Чехословацкий военный орден «За Свободу»,
- орден Военный крест (Чехословакия),
- Орден Словацкого национального восстания I степени,
- Медаль «За храбрость перед врагом» (ЧССР)

По некоторым сведениям, в УШПД рассматривался вопрос о представлении М. И. Шукаева к званию Героя Советского Союза, но по неизвестным причинам вопрос не был решен.